# Andis Harasani
Andis Harasani (* 9. August 1971 in Tirana; † 9. März 2025 in New York City) war ein albanischer Politiker und Ingenieur. Er war von 2002 bis 2005 Direktor der Albanischen Elektrizitätsgesellschaft KESH und von 2005 bis 2012 Mitglied des Parlaments von Albanien.

## Frühes Leben und Ausbildung
Harasani wurde am 9. August 1971 in Tirana geboren. Er studierte Wirtschaft an der Universität Tirana. Im September 2002 wurde Harasani zum Direktor der Albanischen Elektrizitätsgesellschaft KESH, dem staatlichen Elektrizitätsunternehmen, ernannt. Er arbeitete daran, die Stromversorgung und Infrastruktur zu verbessern. Seine Amtszeit endete im Juli 2005.
Nachdem er die KESH verlassen hatte, trat Harasani der Partia Socialiste e Shqipërisë bei. Bei den Wahlen 2005 wurde er ins Kuvendi i Shqipërisë gewählt und vertrat Tirana. Er wurde 2009 wiedergewählt und vertrat Rrogozhina. Während seiner Zeit im Parlament war er an Wirtschafts- und politischen Reformen beteiligt. Harasani verließ 2012 die Politik und zog nach New York City, wo er im privaten Sektor arbeitete. Er blieb aktiv in Diskussionen über Energiepolitik und wirtschaftliche Entwicklung in Albanien.
Am 9. März 2025 starb Harasani im Alter von 53 Jahren nach einer langen Krankheit in New York.